# Alfred Heinrich
Alfred Heinrich (né le 21 février 1906 à Berlin, mort le 31 octobre 1975 à Berlin-Ouest) est un joueur professionnel allemand de hockey sur glace.

## Carrière
Otto Heller fait sa carrière avec le BSC Preussen avec qui il devient champion d'Allemagne en 1930, le SC Brandebourg avec qui il devient champion d'Allemagne en 1934 et le SC Charlottenburg.
Il participe avec l'équipe nationale aux Jeux olympiques de 1932 à Lake Placid où elle remporte la médaille de bronze et au championnat du monde 1930 où elle est vice-championne et championne d'Europe.
C'est pourquoi il fait partie du Temple de la renommée du hockey allemand.